# Meditaciones cartesianas
Meditaciones cartesianas: una invitación a la fenomenología es un libro del filósofo Edmund Husserl, basado en dos lecciones de dos horas que dio en La Sorbona, en el Anfiteatro Descartes, los días 23 y 25 de febrero de 1929. Durante los siguientes dos años, su asistente Eugen Fink expandió y reelaboró el texto de estas lecciones. Adaptadas de esta forma, fueron publicadas por primera vez en 1931 en Francia, traducidas por Gabrielle Peiffer y Emmanuel Lévinas.

## Quinta Meditación Cartesiana
Empieza considerándose un Ego Trascendental Absoluto, el que se alcanzó mediante una epojé fenomenológica. Pero, ante este resultado, Husserl se pregunta: ¿no se habrá convertido este ego trascendental en el solus ipse (yo solo), en lo único que hay? Es una pregunta válida, pero Husserl prefiere ir avanzando pausadamente. 
Así, lo que tenía hasta ahora es una reducción trascendental que vinculaba el ego a su corriente de vivencias puras, que son inseparables de sí mismo. Bajo esta perspectiva, ¿qué sucede con los otros egos? Habría que buscar una vía que vaya desde la inmanencia del ego, hasta la trascendencia del otro. Así, bajo su propio método, esto consiste en volver sobre la intencionalidad para ver cómo sobre el suelo de nuestro ego trascendental se verifica y se manifiesta el alter ego, alter ego que además se verifica como existiendo. Para alcanzar este resultado, habría que seguir el hilo conductor trascendental; de seguirlo, vemos que el Otro se me da bajo una pluralidad de aspectos: 
1. Como objetos del mundo.
2. Como gobernando psíquicamente el cuerpo vivo natural que a cada uno le pertenece.
3. Como experimentando este mundo y, así, teniendo experiencia también de mí.

Así, el mundo se aparece como extraño a mí, como intersubjetivo, existente para todos, accesible en sus objetos a todos. Y sin embargo, cada cual tiene sus experiencias, mientras que el mundo es en sí.
Esta y otras preguntas posibles se relacionan con el problema del ahí para mí de los otros, que se resuelve mediante una teoría de la endopatía. Pero esta tiene un alcance mayor del que parece en un principio: pues co-fundamenta también una teoría trascendental del mundo objetivo, pues pertenece al sentido del mundo su ahí para todos. Y no hay que olvidar los objetos culturales, etc., que también se aparecen como siendo parte del mundo.
En efecto, el siguiente paso, antes de seguir, consiste para Husserl en realizar una epojé temática donde excluimos todos los rendimientos referidos a la subjetividad ajena; y nos quedamos en la esfera de lo mío propio. Queda la intencionalidad dirigida a algo ajeno; y sin embargo, queda temáticamente eliminado el rendimiento de ella: la realidad de lo ajeno para mí.
Bajo esta consideración, Husserl encuentra que el otro, de todos modos, aparece como alter ego, o sea, como soy yo mismo en lo mío propio: el otro es reflejo de mí, algo análogo a mí.
Tendremos, por último, una consideración de la carne, que nos permitiría entender a lo otro como aquello verdaderamente otro; lo que es necesario para constituir un mundo objetivo, que esta otredad del prójimo le es transferida al mundo.
Al final de las Meditaciones, Husserl hace una comparación entre la Psicología y la Fenomenología. Esta se habría preocupado por entender el comienzo de la vida anímica. Este es un tipo de problema genético que ya ha sido tratado en el curso de las investigaciones fenomenológicas reales. En efecto, en la esfera del ego reducido a lo suyo propio, habíamos encontrado por ejemplo:
1. La conciencia interna del tiempo.
2. La teoría fenomenológica de la asociación.

Todas estas consideraciones parten de una esfera primordial que da a su vez un mundo primordial. Bajo la consideración de ese mundo primordial es que se dan, en esta misma meditación, los esclarecimientos tanto de la experiencia del otro como de la constitución del mundo objetivo. A dicha esfera primordial se llegó mediante el mundo concreto, tomado como fenómeno; y a la reducción a lo mío propio de ese mundo. Así, dentro de la esfera primordial encontramos trascendencias inmanentes; básicamente: la naturaleza y la unidad del hombre psicofísico.
Luego, Husserl critica a la Psicología, la Fisiología o la Física, por considerar que solo trabajan con exterioridades inductivas, y que desde ese punto de vista nunca podrían llegar a explicar el origen de las representaciones del espacio, el tiempo, o la cosa en general. Estos son problemas de constitución trascendental, que parten de fenómenos ya dados, a los cuales el método intencional toma como hilos conductores para llevar a cabo su tarea.
Por todo lo visto, se entiende que la fenomenología sea una reconfiguración total de la Psicología. Casi todo el trabajo que esta tiene que realizar es un trabajo de la Psicología Intencional apriórica. Por apriórica debemos entender, en este contexto, no relacionada con el hombre real psicofísico, sino, en otras palabras, con su trabajo trascendental.

## Traducciones
La primera traducción al español fue hecha por José Gaos, y fue publicada por el Colegio de México en 1942; no obstante, esta carecía de la Quinta meditación, ya que se perdió durante la guerra civil española. La primera traducción completa al castellano fue la de Mario A. Presas, publicada en 1979 por Ediciones Paulinas. La traducción de Gaos de las cuatro primeras meditaciones fue completada con la traducción de la Quinta meditación por Miguel García-Baró en 1985.